# ユア・フォルマ
『ユア・フォルマ』（Your Forma）は、菊石まれほによる日本のライトノベル。第27回電撃小説大賞「大賞」を受賞し、電撃文庫（KADOKAWA）より2021年3月から刊行されている。イラストは野崎つばたが担当している。「次にくるライトノベル大賞2021」では書き下ろし新作部門で10位を獲得している。2021年3月、書籍の発売を記念して、PVが公開された。
メディアミックスとして、如月芳規によるコミカライズが『ヤングエース』（KADOKAWA）にて2021年7月号より2023年10月号まで連載。テレビアニメが2025年4月から6月まで放送された。

## あらすじ
1992年冬、世界規模のウィルス性脳炎のパンデミックが発生。この脳炎の治療の為に脳侵襲型情報端末「ユア・フォルマ」が開発され、脳炎の予防に成功。経験した情報を全て記録するユア・フォルマは、現代では欠かせない情報端末になった。そしてユア・フォルマによる記録の集合体「機憶」を探れる特別捜査官「電索官」が重大犯罪の捜査で活躍していた。世界最年少で電索官になった天才少女エチカ・ヒエダは、ヒト型ロボットアミクスのハロルド・W・ルークラフトを相棒として、様々な事件に挑む。

## 登場人物
声の項は特記の無い場合テレビアニメの声優。

### 主要人物
エチカ・ヒエダ
声 - 花澤香菜（PV・テレビアニメ）
本作の主人公。電索官。

ハロルド・Ｗ・ルークラフト
声 - 小野賢章（PV・テレビアニメ）
ヒト型ロボット〈アミクス〉。
ビガ
声 - 東山奈央
エチカとハロルドが過去に追っていた事件で出会った少女。
ウイ・トトキ
声 - 遠藤綾
電索課の課長であり、エチカとハロルドの上司。
フォーキン
声 - 岡本信彦
捜査支援課の捜査官。
ダリヤ・ロマーノヴナ・チェルノヴァ
声 - 七瀬彩夏
ハロルドの所有者であり、同居人。ソゾンの妻。
ソゾン・アルトゥーロヴィチ・チェルノフ
声 - 福山潤
強盗殺人課所属の刑事であり、ハロルドの元相棒。ダリヤの夫。
レクシー・ウィロウ・カーター
声 - 斎藤千和
ノワエ・ロボティクス社の開発研究部に所属する天才技術者。
ライザ・ロマン
声 - 東城日沙子
電索官の一人。
ベンノ・クレーマン
声 - 林勇
電索補助官。
カジミール・マルティノヴィチ・シュビン
声 - 杉田智和
元強盗殺人課所属の刑事であり、現在は鑑識官。
クプリヤン・ヴァレンチノヴィチ・ナポロフ
声 - 山寺宏一
ペテルブルグ市警察本部、刑事部強盗殺人課所属の警部補。
『ペテルブルグの悪夢』の発生時は殺人課の課長だった模様。

## 作風
ライターのタニグチリウイチによると、「SF仕立てのミステリとして楽しめるシリーズ」であるが、「超イケメンで超優秀なハロルドに惹かれたエチカとの、人種どころか存在を超えたラブストーリーにもキュンとさせられる」作品である。

## 制作背景

### 構想から執筆
作者の菊石は、「人間の脳は、インターネットの膨大な情報を処理するために理解力と集中力を犠牲にしている」という記事を読み、「これが事実なら、人間はいずれ情報処理に特化した“機械”になってもおかしくないのでは？」と考えたことから、本作の世界を構想していった。人間が機械に近づくのであれば、ロボットが人間に近づくことも面白いと思い、ヒト型ロボットを登場させ、「人間とロボットのバディによる特殊捜査もの」という作品となった。菊石はアイザック・アシモフの『鋼鉄都市』に影響を受けていると話している。
菊石は本作の初稿の完成まで、約1か月を要した。執筆中には夢の中で登場人物にもっと面白くと怒られたという。

### 作品について
本作はSFであるが、バディものでもあるため、エチカとハロルドの関係性を読者に楽しんでもらうよう、心血を注いで描かれている。2人は対比したキャラクターであるが、作中で「変化していく過程」が読者に見せたい部分のひとつとしている。「ハッピーエンドに持っていくことも可能」であるが、「綺麗事になりすぎないように作りたい」と考えて制作されている。

## 既刊一覧

### 小説
- 菊石まれほ（著）・野崎つばた（イラスト）、KADOKAWA〈電撃文庫〉、既刊7巻（2025年4月10日現在）
  - 『ユア・フォルマ 電索官エチカと機械仕掛けの相棒』、2021年3月10日初版発行（同日発売[3]）、ISBN 978-4-04-913686-9
  - 『ユア・フォルマII 電索官エチカと女王の三つ子』、2021年6月10日初版発行（同日発売[16]）、ISBN 978-4-04-913687-6
  - 『ユア・フォルマIII 電索官エチカと群衆の見た夢』、2021年11月10日初版発行（同日発売[17]）、ISBN 978-4-04-914001-9
  - 『ユア・フォルマIV 電索官エチカとペテルブルクの悪夢』、2022年4月10日初版発行（4月8日発売[18]）、ISBN 978-4-04-914152-8
  - 『ユア・フォルマV 電索官エチカと閉ざされた研究都市』、2022年12月10日初版発行（12月9日発売[19]）、ISBN 978-4-04-914678-3
  - 『ユア・フォルマVI 電索官エチカと破滅の盟約』、2023年8月10日初版発行（同日発売[20]）、ISBN 978-4-04-915136-7
  - 『ユア・フォルマVII 電索官エチカと枢軸の軋轢』、2025年4月10日初版発行（同日発売[21]）、ISBN 978-4-04-915504-4

### 漫画
- 菊石まれほ（原作）・野崎つばた（キャラクター原案）・如月芳規（作画） 『ユア・フォルマ』 KADOKAWA〈角川コミックス・エース〉、全3巻
  1. 2021年11月9日発売[12][22]、ISBN 978-4-04-111922-8
  2. 2023年12月28日発売[23]、ISBN 978-4-04-113163-3
  3. 2023年12月28日発売[24]、ISBN 978-4-04-113164-0

## テレビアニメ
2023年7月15日、「電撃文庫 30th 夏の祭典オンライン 2023」にてテレビアニメ化が発表された。2025年4月から6月まで、テレビ朝日系列『IMAnimation W』枠ほかにて放送された。
アニメ版では原作の1巻を省略し、2巻に相当するエピソードから物語が始まる。監督の尾崎隆晴は、その理由について1巻は独立性の高いエチカのストーリーだが、2巻以降はアミクスであるハロルドの物語として一貫性があり、アニメ化の際にまとまりがよさそうだったと説明している。また、1巻に描かれたエチカとハロルドの出会いについては、「インサート的な形で散りばめていて、視聴者に想像で補完していただく、一種の謎解き要素として取り入れています」と語っている。

### スタッフ
- 原作 - 菊石まれほ[9]
- 原作イラスト・キャラクター原案 - 野崎つばた[9]
- 監督 - 尾崎隆晴[9]
- シリーズ構成・脚本 - 筆安一幸[9]
- キャラクターデザイン - 嘉手苅睦[9]
- サブキャラクターデザイン - 赤坂俊士、進藤優、山田正樹
- プロップデザイン - 岩畑剛一、鈴木典孝
- 美術監督 - 関口輝
- 美術設定 - 島村大輔、森川篤
- 色彩設計 - 堀川佳典
- 3DCGディレクター - ヨシダ・ミキ
- 2Dデザイン - 渡部岳、中島俊
- 撮影監督 - 酒井淳子
- 編集 - 後藤正浩
- 音響監督 - 矢野さとし
- 音響効果 - 田中秀実
- 音楽 - 加藤達也[9]
- 音楽制作 - フジパシフィックミュージック
- 音楽プロデューサー - 舩橋宗寛、甫足亮介
- チーフプロデューサー - 高橋登、八木征志、張聖晏
- プロデューサー - 須藤雄樹、岩田皐希、亢越
- アニメーションプロデューサー - 佐藤悠平
- アニメーション制作 - Geno Studio[9]
- 製作 - ユア・フォルマ製作委員会[9]（ツインエンジン、テレビ朝日、bilibili）

### 主題歌
「GRIDOUT」
yamaによるオープニングテーマ。作詞・作曲・編曲はぬゆり。
「ネオラダイト」
9Lanaによるエンディングテーマ。作詞はTana.H、作曲はTana.HとKOHEI KIRIAKEとAmalaとMarchin。

### 各話リスト
| 話数 | サブタイトル       | 絵コンテ | 演出            | 作画監督                                                                    | 総作画監督                 | 初放送日      |
| ---- | ------------------ | -------- | --------------- | --------------------------------------------------------------------------- | -------------------------- | ------------- |
| #01  | 機械仕掛けの友人   | 尾崎隆晴 | 尾崎隆晴        | 佐藤麻里那 耳浦朋彰                                                         | 嘉手苅睦                   | 2025年 4月2日 |
| #02  | ブラックボックス   | 尾崎隆晴 | 島村大輔        | 渡邊あす香 正木優太                                                         | 山田正樹 赤坂俊士          | 4月9日        |
| #03  | 追跡               | 鈴木薫   | 鈴木薫          | 八太優 岡垣優                                                               | 八太優 赤坂俊士 佐藤麻里那 | 4月16日       |
| #04  | 後悔               | 荻原健   | 荻原健          | 加藤明日美 藤岡三徳 樋口香里                                                | 嘉手苅睦 佐藤麻里那        | 4月23日       |
| #05  | 仮面               | 寺東克己 | 黒田幸生        | Kim Hye jeong Jang Hee kyu Lim Keun soo                                     | 山田正樹                   | 4月30日       |
| #06  | 父と娘             | 金澤洪充 | 居村雄馬        | 浜平蒼生 高橋尚千 鈴木FALCO 馮含露 石﨑夏海 Anna 王渝 万琦 富春 汤夏 金到暎 | 赤坂俊士                   | 5月7日        |
| #07  | 火の花             | 岩畑剛一 | 谷澤篤二        | 中山みゆき 永吉隆志                                                         | 嘉手苅睦                   | 5月14日       |
| #08  | 虚構               | 島村大輔 | 島村大輔        | 正木優太 加藤明日美 平野絵美                                                | 八太優                     | 5月21日       |
| #09  | ペテルブルクの悪夢 | 尾崎隆晴 | 尾崎隆晴        | 佐藤麻里那 耳浦朋彰                                                         | 赤坂俊士                   | 5月28日       |
| #10  | 悪夢の靴音         | 金澤洪充 | 黒田幸生        | Won Eun sook Lim Sou Kyoung Oh Eun soo Lee Joo hyeun Jang Hee kyu           | 山田正樹                   | 6月4日        |
| #11  | 悪夢の再演         | 岩畑剛一 | 谷澤篤二 鳥羽聡 | 岡垣優 相澤秀亮                                                             | 八太優                     | 6月11日       |
| #12  | 悪夢の顕現         | 島村大輔 | 島村大輔        | 中山みゆき 正木優太 樋口香里                                                | 赤坂俊士                   | 6月18日       |
| #13  | 悪夢の夜明け       | 尾崎隆晴 | 尾崎隆晴        | 佐藤麻里那 耳浦朋彰 山本無以 岡垣優 相澤秀亮 樋口香里                       | 八太優 戸沢東              | 6月25日       |

### 放送局
| 放送期間               | 放送時間                     | 放送局                                        | 対象地域   | 備考                                            |
| ---------------------- | ---------------------------- | --------------------------------------------- | ---------- | ----------------------------------------------- |
| 2025年4月2日 - 6月25日 | 水曜 23:45 - 木曜 0:15       | テレビ朝日（製作参加） ほか系列フルネット23局 | 日本国内   | 字幕放送 / 連動データ放送 / 『IMAnimation W』枠 |
| 2025年4月3日 - 6月26日 | 木曜 1:03 - 1:33（水曜深夜） | 朝日放送テレビ                                | 近畿広域圏 | 字幕放送 / 連動データ放送 / 『IMAnimation W』枠 |
| 2025年4月4日 - 6月27日 | 金曜 23:30 - 土曜 0:00       | BS朝日                                        | 日本全域   | BS/BS4K放送 / 字幕放送 / 『アニメA』枠          |
| 2025年4月6日 - 6月29日 | 日曜 22:00 - 22:30           | テレ朝チャンネル1                             | 日本全域   | CS放送                                          |

| 配信開始日   | 配信時間                           | 配信サイト | 備考             |
| ------------ | ---------------------------------- | --- | ---------------- |
| 2025年4月3日 | 木曜 0:15（水曜深夜） 更新         | ABEMA | 見放題配信       |
| 2025年4月8日 | 火曜 0:15（月曜深夜） 以降順次更新 | Amazon Prime Video U-NEXT アニメ放題 dアニメストア J:COM STREAM milplus TELASA FOD Hulu DMM TV ニコニコ動画 バンダイチャンネル ふらっと動画                    | 見放題配信       |
|              |                                    | Amazon Prime Video Google TV YouTube HAPPY!動画 J:COM STREAM milplus TELASA Rakuten TV VIDEX ニコニコ動画 ビデオマーケット バンダイチャンネル ムービーフルPlus | レンタル配信     |
|              |                                    | ABEMA Lemino ニコニコ動画 TVer | 広告付き無料配信 |

### BD
| 巻  | 発売日        | 収録話         | 規格品番     |
| --- | ------------- | -------------- | ------------ |
| BOX | 2025年7月30日 | 第1話 - 第13話 | ANZX-16731/4 |

| テレビ朝日系列（※朝日放送テレビを除く） 水曜 23:45 - 木曜 0:15                                                                                 | テレビ朝日系列（※朝日放送テレビを除く） 水曜 23:45 - 木曜 0:15           | テレビ朝日系列（※朝日放送テレビを除く） 水曜 23:45 - 木曜 0:15 |
| 前番組 | 番組名                                                                   | 次番組                                                         |
| --- | ------------------------------------------------------------------------ | -------------------------------------------------------------- |
| くりぃむナンタラ （2023年4月5日 - 2025年3月26日） - ※月曜 23:45 - 火曜 0:15に移動の上継続 - ※ここまで『スーパーバラバラ大作戦』枠（水曜第2部） | ユア・フォルマ （2025年4月2日 - 6月25日） - ※ここから『IMAnimation W』枠 | 地獄先生ぬ〜べ〜（2025年版・第1クール） （2025年7月2日 - ）    |
| テレビ朝日系列 IMAnimation W |                                                                          |                                                                |
| （枠設置前） | ユア・フォルマ                                                           | 地獄先生ぬ〜べ〜（2025年版・第1クール）                        |